# 布拉格攻城
布拉格攻城战是七年战争期间，由腓特烈大帝率领的普鲁士军为占领奥地利城市布拉格发动的一次失败的尝试。于1757年5月布拉格战役后进行。尽管已经赢得了战斗，腓特烈却损失了14,300人。兵力的衰竭使其无法强攻布拉格，然而，腓特烈决定进行围攻，希望布拉格因缺乏供应而投降。 40,000名奥军被困城内，无力发动突围。 腓特烈几次试图将罪犯克里斯蒂安·安德烈亚斯·凯塞尔送入被围困的城中以获取情报。
一支由冯·道恩伯爵率领的奥地利军队突然向北行进，威胁到腓特烈的补给线，他被迫中断包围并转而应战。腓特烈在科林战役中被击败，现在他的军力过于衰弱，以至于无法继续对布拉格的围攻，并被迫从波希米亚完全撤出。 这场战役标志着普鲁士在战争中的由盛转衰，因为他们永远不会再拥有如此优越的地位，接下来的大部分战斗都将在普鲁士本土进行。尽管如此，普军试图再次发动对奥地利领土的入侵。第二年，最终导致未能尝试占领奥洛穆茨。

## 文献
- Anderson, Fred. Crucible of War: The Seven Years' War and the Fate of Empire in British North America, 1754–1766. Faber and Faber, 2001
- Simms, Brendan. Three Victories and a Defeat: The Rise and Fall of the First British Empire. Penguin Books (2008)